# Audeoudia
Audeoudia is een geslacht van vlinders van de familie snuitmotten (Pyralidae).

## Soorten
- A. grisella de Joannis, 1927
- A. haltica Meyrick, 1933